# Candysuck
Candysuck var ett svenskt punkband som bildades 1992.

## Biografi
Gruppen, som från början hette The Prime Ministers Whore House,[källa behövs] var baserad i Västerås och bestod i början av Marit Bergman (sång, gitarr), Anna-Lena Carlsson (trummor), Maria "Pez" Sahlin (bas), Nathalie Stern (sång) och Nettis Wisén (gitarr).
Gruppen debuterade med EP-skivan Kill Your Boyfriend!?, vilken utgavs på skivbolaget Birdnest Records 1995. Från skivan plockades låten "Molotov Cocktail Party" och inkluderas på samlingsskivan Definitivt 50 spänn IV. Samma år utgavs även singeln "Popcorn", vars B-sida "Protect Me You" var en cover på Sonic Youth. Året efter medverkade Candysuck också på tributalbumet Fuck Hell – This Is a Tribute to Bad Religion med en cover på låten "Generator".
Låten "Popcorn" kom senare att inkluderas på bandet debutalbum, 1997 års Score!. Inför denna skiva hade gruppen bytt skivboalget från Birdnest till Stockholmsbaserade Startracks. Medverkan på flera samlingsalbum följde och gruppen släppte samma år också sin andra och sista EP Candysuck Unite and Take Over (Startracks, 1997). Gruppen utgav även singeln "Discharged", vilken inkluderades i filmen Välkommen till festen (1997).
Gruppen splittrades 1998. Wisén hade då ersatts av Daniel Värjö på gitarr. Året efter medverkade gruppen på samlingsskivan Gränslösa -99 ...och lite till, med den tidigare outgivna låten "Candyboy".

## Medlemmar

### Senaste
- Marit Bergman - sång, gitarr
- Anna-Lena Carlsson - trummor
- Maria "Pez" Sahlin - bas
- Nathalie Stern - sång
- Daniel Värjö - gitarr

### Tidigare
- Nettis Wisén - gitarr

## Diskografi

### Album
- 1997 – Score!

### EP
- 1995 – Kill Your Boyfriend!?
- 1997 – Candysuck Unite and Take Over

### Singlar
- 1997 – Popcorn (B-sida "Protect Me You")
- 1997 – Discharged (B-sida "Fire")

### Samlingsskivor (urval)
- 1995 - Definitivt 50 spänn IV (CD, RABB) - Candysuck medverkar med låten Molotov Cocktail Party från EP:n Kill Your Boyfriend.
- 1996 - Fuck Hell - This is a Tribute to Bad Religion (Tribute Records) - Candysuck bidrar med en cover på "Generator".

### Fotnoter
1. 1 2 3 4  ”Candysuck”. Discogs.com. http://www.discogs.com/artist/Candysuck. Läst 14 september 2012.
2. 1 2 3  ”Candysuck”. Svensk Mediedatabas. http://smdb.kb.se/catalog/search?q=candysuck+typ%3Afonogram&sort=OLDEST. Läst 14 september 2012.